# 1084
1084. је била проста година.

## Догађаји
- Википедија:Непознат датум — Владавина арапске династије Абадида у Севиљи у данашњој Шпанији (од 1023. до 1091).

- 31. март – Цар Хајнрих IV опседа Рим и улази у град. Антипапа Клемент III га крунише за цара Светог римског царства у Риму и добија патрицијску власт.
- Мај – Пљачка Рима: Војвода Роберт Гвискар предводи норманску војску (36.000 људи) на север и улази у Рим; град је опљачкан, а Хајнрих IV је приморан на повлачење.
- Роберт Гвискар се враћа са 150 ратних бродова у Илирију и окупира Крф и Кефалонију уз подршку Рагузе и далматинских градова-држава.
- Краљ Халстен Стенкилсон је убијен, а његов брат Инге Старији је свргнут у Свеаланду (данашња Шведска). Ингеа замењује његов зет Блот-Свејн.
- Селџучки Турци под султаном Малик-Шахом I освајају византијску Антиохију, коју је држао Филарет Брахамиос, јерменски генерал, који преузима власт као узурпатор.
- Сима Гуанг, кинески канцелар и историчар, са групом научника, завршава Зижи Тонгђијан, хронику универзалне историје Кине.
- 21. април – Краљ Кјансита почиње своју владавину као владар Паганског краљевства у Бурми (данашњи Мјанмар).
- Папа Гргур VII, кога је присуство Хајнриха IV у Риму приморало да се повуче у замак Сант Анђело, ослобађа га Роберт Гвискар и обнавља папску власт у Риму.
- Бруно из Келна оснива Картузијански ред који укључује и монахе и монахиње. Гради пустињак у француским Алпима.